# Le Plateau-Mont-Royal
Le Plateau-Mont-Royal (o simplemente Le Plateau) es un distrito de la ciudad de Montreal.
Toma su nombre de su ubicación en lo alto de la terraza en la calle Sherbrooke. Tiene una superficie de 7,74 km² y tiene una población de 103.552 habitantes (2008). En los últimos años, que está a cargo de la llamada población conectada.
La delimitación del Plateau Mont-Royal es el siguiente: al norte y noreste, ferrocarriles Canadien Pacifique (CP) al oeste, avenida du Park hasta el cruce des Pins y la calle Université, y al sur de la calle Sherbrooke.
El alcalde del distrito es Luc Ferrandez de Projet Montréal.